# Henning Matriciani
Henning Matriciani (* 14. März 2000 in Lippstadt) ist ein deutscher Fußballspieler, der beim FC Schalke 04 unter Vertrag steht.

## Karriere

### Verein
Henning Matriciani gelangte über den SuS Bad Westernkotten in das Nachwuchsleistungszentrum von Arminia Bielefeld. 2016 wechselte er zu den B-Junioren (U17) des SV Lippstadt 08. Die A-Junioren (U19) führte er als Kapitän an. Im November 2018 wurde er zum ersten Mal in das Herrenteam berufen, als er mit dem SV Lippstadt 08 in der viertklassigen Regionalliga West bei Rot-Weiß Oberhausen antrat. Er gewöhnte sich schnell an das Regionalliga-Niveau und etablierte sich als Stammspieler und Abwehrchef. In der Saison 2019/20 gehörte Matriciani fest der ersten Mannschaft an.
Zur Saison 2020/21 wechselte er innerhalb der Regionalliga West zur zweiten Mannschaft des FC Schalke 04. Hier absolvierte er 30 Spiele. Am 33. Spieltag der Bundesliga kam Matriciani unter Trainer Dimitrios Grammozis zu seinem ersten Einsatz im Profi-Team der Schalker, die zu diesem Zeitpunkt bereits als Absteiger feststanden. Er wurde im Spiel gegen Eintracht Frankfurt in der 67. Minute eingewechselt und war als Gegenspieler von Filip Kostić auf der rechten Abwehrseite „schnellster Spieler des Spiels“. Nach dem Abstieg in die 2. Bundesliga erhielt Matriciani im September 2021 einen Profivertrag bei den Schalkern bis 2024 und erhielt insbesondere ab der Rückrunde der anschließenden Saison 2021/22 regelmäßige Einsatzzeiten in der zweiten Liga. Am Saisonende stieg er mit der Mannschaft in die Bundesliga auf, wo er in der folgenden Saison 2022/23 ebenfalls regelmäßig zum Einsatz kam, am Saisonende allerdings mit der Mannschaft wieder in die zweite Liga abstieg. Als persönliche Auszeichnung erhielt er im März 2023 von der DFL den Bundesliga Rookie Award. Ende Mai 2023 gab der Verein die vorzeitige Vertragsverlängerung bis zum Jahr 2026 bekannt.
Ende August 2024 gab der FC Schalke 04 die Leihe von Henning Matriciani zum SV Waldhof Mannheim in die 3. Liga bekannt. Über die Modalitäten des Transfers wurde Stillschweigen vereinbart. Er sollte in Mannheim Spielpraxis sammeln und kehrte nach der Saison 2024/2025 zu seinem Heimatverein zurück. Am 4. Mai 2025 traf Matriciani beim 2:4-Auswärtssieg von Mannheim bei Energie Cottbus mit seinem ersten Tor im Profifußball zum zwischenzeitlichen 1:4.

### Nationalmannschaft
Im März 2023 wurde Matriciani von Antonio Di Salvo erstmals in die deutsche U21-Nationalmannschaft berufen. Am 28. März 2023 gab er sein Debüt in der U21-Nationalmannschaft, als er im Freundschaftsspiel gegen Rumänien in der 76. Minute eingewechselt wurde. Mit der Mannschaft nahm er anschließend im Sommer 2023 auch an der U21-Europameisterschaft teil und kam in allen drei Vorrundenspielen zum Einsatz, ehe die Mannschaft nach der Vorrunde ausschied. Anschließend war er aus Altersgründen nicht mehr für die U21 spielberechtigt.

### Vermarktung und Beratung
Matriciani wird von der TPWE GmbH beraten.

## Spielweise
Henning Matriciani zeichnet sich durch eine mit hohen Einsatzwillen geprägte Spielweise aus. „Ich komme eher über die Mentalität als über die Technik“, beschreibt auch Matriciani sich selber in einem Interview. Ein Beispiel für seine engagierte Spielweise ist das Derby zwischen Schalke und Borussia Dortmund in der Rückrunde der Bundesliga-Spielzeit 2022/2023, in welchem Matriciani in letzter Sekunde mit einer durch die Medien als „spektakulärer Grätsche“ benannten Einlage ein Gegentor und somit das 2:2-Remis rettete.
Aufgrund von personellen Engpässen zeigte Matriciani während seiner Zeit auf Schalke, dass dieser als Defensiv-Allrounder vielseitig einsetzbar ist. Meist fungierte er als Innenverteidiger, half jedoch auch als Flügel-Abwehrspieler oder im defensiven Mittelfeld aus. Der ehemalige Schalke-Trainer Thomas Reis beschrieb Matriciani auch deshalb als „Allzweckwaffe“.
In der Saison 2023/2024 war Matriciani der schnellste Profi in den Reihen der Schalker. Nennenswert ist der Vergleich zum späteren schnellsten Bundesliga-Spieler der Saison Jeremie Frimpong von Bayer 04 Leverkusen. Im Duell gegen die Werkself lief Matriciani maximal 34,97 km/h, Frimpong fiel darunter mit maximalen 34,73 km/h.

## Privatleben
Henning Matriciani ist ausgebildeter Physiotherapeut und arbeitete bis zu seinem Wechsel zu Schalke II hauptamtlich in diesem Beruf.

## Erfolge und Auszeichnungen
FC Schalke 04
- Deutscher Zweitligameister und Aufstieg in die Bundesliga: 2022

Individuelle Auszeichnungen
- Rookie des Monats der Fußball-Bundesliga: März 2023
- SFCV Schalker der Saison 2022/2023[17]